# Marcelo Guzmán
Marcelo Enrique Guzmán (Leones, Argentina; 16 de febrero de 1985) es un futbolista argentino. Juega de Volante central.

## Clubes
| Club                    | País      | Año       |
| ----------------------- | --------- | --------- |
| Club Leones D.A.S. y B. | Argentina | 2001-2004 |
| Racing Cba              | Argentina | 2004-2006 |
| Quilmes                 | Argentina | 2006-2010 |
| Patronato               | Argentina | 2010-2012 |
| Gimnasia (J)            | Argentina | 2012-2013 |
| Patronato               | Argentina | 2013-2018 |
| Instituto de Córdoba    | Argentina | 2018-2019 |
| Atlético Rafaela        | Argentina | 2019-2020 |
| Ramón Santamarina       | Argentina | 2020      |

## Palmarés
| Título                     | Club      | País      | Año  |
| -------------------------- | --------- | --------- | ---- |
| Ascenso a Primera División | Patronato | Argentina | 2015 |